# Paul S. Kemp
Pour les articles homonymes, voir Kemp.
Œuvres principales
- Complots

Paul S. Kemp, né en 1969 dans l'État du Michigan, est un auteur de science-fiction et de fantasy. Il est entre autres célèbre pour ses livres se déroulant dans l'univers Star Wars et ceux se déroulant dans l'univers des Royaumes oubliés.

## Œuvres

### UniversStar Wars

#### SérieThe Old Republic
1. Complots, Fleuve noir, coll. « Star Wars » no 110, 2011 ((en) Deceived, 2011)  (ISBN 978-2-265-09300-3)Réédition, Pocket, coll. « Star Wars » no 110, 2013 (ISBN 978-2-266-24701-6)

#### SérieCrosscurrent
1. (en) Crosscurrent, 2010
2. (en) Riptide, 2011

#### Roman indépendant
- Les Seigneurs des Sith, Pocket, coll. « Star Wars » no 137, 2016 ((en) Lords of the Sith, 2015)  (ISBN 978-2-266-27133-2)

### UniversRoyaumes oubliés

#### SérieLa Guerre de la Reine-araignée
1. Résurrection, Fleuve noir, 2007 ((en) Resurrection, 2005)  (ISBN 978-2-265-08520-6)

#### SérieSembia
1. (en) Shadow's Witness, 2000

#### SérieThe Erevis Cale Trilogy
1. (en) Twilight Falling, 2003
2. (en) Dawn of Night, 2004
3. (en) Midnight's Mask, 2005

#### SérieThe Twilight War Trilogy
1. (en) Shadowbred, 2006
2. (en) Shadowstorm, 2007
3. (en) Shadowrealm, 2008

#### SérieThe Sundering
1. (en) Godborn, 2013

### SérieTales of Egil and Nix
1. (en) The Hammer and the Blade, 2012
2. (en) A Discourse in Steel, 2013
3. (en) A Conversation in Blood, 2017